# Sasha Pivovarova
Sasha Pivovarova(tiếng Nga: Саша Пивоварова, sinh ngày 21 tháng 1 năm 1985 tại Moskva) cô là một người mẫu Nga

## Sự ngiệp người mẫu
Là một sinh viên lịch sử tại đại học nhân văn Nga. Sasha không bao giờ nghĩ mình có thể trở thành người mẫu cho tới khi nhiếp ảnh gia Igor Vishnyakov chụp ảnh cô vào năm 2005 và đưa cho công ty người mẫu IMG, từ đó sự nghiệp của Sasha bắt đầu. Sau khi ký hợp đồng, cô diễn lần đầu tiên cho Prada, hãng này sau đó đã ký bản hợp đồng với nội dung cho Sasha làm người mẫu độc quyền trong vòng 3 năm.
Trong số tháng 5 năm 2007 của tạp chí Vogue Mỹ cô được lên trang bìa cùng với Doutzen Kroes, Caroline Trentini, Raquel Zimmermann, Jessica Stam, Agyness Deyn, Coco Rocha, Hilary Rhoda, Chanel Iman và Lily Donaldson như là một tầng lớp siêu mẫu mới. Cô cũng được lên trang bìa các tạp chí Vogue của Đức, Nga, và Úc. Cô được nhiếp ảnh gia nổi tiếng Steven Meisel đặc biệt ưa thích, Sasha lên bìa tạp chí Vogue ý 5 lần. Pivovarova xuất hiện trong bộ Lịch Pirelli 2008. Tạp chí Marie Claire Tây Ban Nha trao tặng cho cô giải thưởng "Prix International Best Model" vào ngày 20 tháng 10 năm 2008. Trong tháng 12 năm 2009, cô trở thành gương mặt cho Giorgio Armani và Mert Alas, chụp ảnh Marcus Piggott Pivovarova cho Longchamp, bên cạnh Kate Moss
Vào tháng 5 năm 2008, cô là người mở đầu cho show diễn của Chanel trong tuần lễ thời trang Haute Couture ở Paris. Trong tháng 7 năm 2008 cô là người kết thúc show diễn của Chanel và tham gia trình diễn cho Jean Paul Gaultier Haute Couture. Trong tháng 9 năm 2008 Sasha là người mở đầu cho các show diễn của các nhãn hiệu rag & bone, Rodarte, and Pringle for Scotland ở Milan và New York. Vào tháng 1 năm 2009 cô tham gia trình diễn cho Christian Dior, Chanel, Elie Saab và Valentino trong tuần lễ thời trang Haute Couture. Tháng 2 năm 2009tiếp tục là người mở đầu cho các show Miss Sixty, Rodarte và MaxMara ở New York và Milan, và lại là người kết thúc show cho PHI, MaxMara, và Pringle of Scotland.
Năm 2011, Sasha xếp vị trí thứ 4 trong top 50 người mẫu do Models.com bình chọn cùng với Karlie Kloss. Vogue bình chọn cô trong top 30 người mẫu của thập niên 2000.
Các công ty quản lý của cô là: Unique Models ở Đan Mạch, IMG ở New York, Milan, London và Paris, Donna Models ở Tokyo.

## Cuộc sống cá nhân
Nhà của cô hiện tại nằm ở Williamsburg, Brooklyn, New York. Pivovarova trả lời phỏng vấn Teen Vogue:" Tôi thì chơi với bút chì trong khi các cô gái khác thì chơi với búp bê". Cô rất thích vẽ, tranh của cô được trưng bày tại Paris, Mansion Grand ở New York và Vogue Paris. Pivovarova hiện đang cộng tác với Miuccia Prada để sản xuất một cuốn sách nghệ thuật của riêng mình trong năm tới. Nó mang hình thức là một cuốn sổ lưu niệm bao gồm các bức vẽ, ảnh và ảnh nghệ thuật.
Sasha kết hôn với người bạn trai lâu năm của mình là nhiếp ảnh gia Igor Vishnyakov. Đám cưới diễn ra ở Thái Lan với sự có mặt của Jessica Stam và Irina Kulikova.
Cô trả lời phỏng vấn rằng cô giữu gìn sức khỏe của mình bằng cách tập võ kungfu và trà Ô long. Cô là một người ăn chay trong suốt 12 năm.

## Chú giải
1. ↑  "Sasha Pivovarova". IMG Models. Bản gốc lưu trữ ngày 11 tháng 8 năm 2010. Truy cập ngày 24 tháng 12 năm 2009.
2. ↑  Sasha Pivovarova model bio Lưu trữ ngày 4 tháng 10 năm 2007 tại Wayback Machine source:nymag.com. Truy cập ngày 30 tháng 9 năm 2007.
3. ↑   Lưu trữ ngày 4 tháng 10 năm 2007 tại Wayback Machine December 2009
4. ↑  "MODELS.com's Top 50 Models". MODELS.com. Truy cập ngày 12 tháng 3 năm 2015.